# (35716) 1999 FY32
1999 FY32 (asteroide 35716) é um asteroide da cintura principal. Possui uma excentricidade de 0.04793360 e uma inclinação de 7.48979º.
Este asteroide foi descoberto no dia 19 de março de 1999 por LINEAR em Socorro.